# Henry Carlsson
Nils Gustav Henry Karlsson (Falköping, Provincia de Västra Götaland; 29 de octubre de 1917-Solna, Estocolmo; 28 de mayo de 1999), más conocido como Henry "Garvis" Carlsson, fue un futbolista sueco. Jugaba de delantero.Mítico jugador del Atlético de Madrid.

## Trayectoria
Jugó desde joven en el AIK de Estocolmo. Fue el máximo goleador del equipo en cinco temporadas consecutivas.
En la temporada de 1948-49 se marcha a jugar al RCF Paris.
En 1949 llega a la Liga española de fútbol para jugar con el Atlético de Madrid. Debuta en la Primera División de España el 11 de septiembre de 1949 en el partido Atlético de Madrid 3-2 Málaga.
En su primera temporada en el equipo se proclama campeón de Liga, título que volvería a ganar al año siguiente.
Su última temporada en el Atlético de Madrid, la de 1952-53, sería también su última temporada en el fútbol profesional. En el club colchonero formó parte de la llamada delantera de cristal, junto con José Juncosa, José Luis Pérez-Payá, Larby Ben Barek y Adrián Escudero. Disputó un total de 87 partidos en la Primera División de España marcando 31 goles.
Después de su carrera como futbolista entrenó en dos ocasiones al que fuera su primer equipo, el AIK de Estocolmo.
También actuó en una película sueca, Pappa Bom.
Carlsson falleció el 28 de mayo de 1999.

## Selección nacional
Ha sido internacional con la selección de fútbol de Suecia en 26 ocasiones. Su debut como internacional se produjo en 1941.
Con su selección consiguió la medalla de oro en los Juegos Olímpicos de Londres 1948.
Marcó un total de 17 goles con Suecia y nunca participó en una Copa Mundial.

### Participaciones en Juegos Olímpicos
| Torneo                  | Sede    | Resultado |
| ----------------------- | ------- | --------- |
| Juegos Olímpico de 1948 | Londres | Oro       |

## Clubes

### Como jugador
| Club               | País    | Año       |
| ------------------ | ------- | --------- |
| AIK de Estocolmo   | Suecia  | 1939-1948 |
| RCF Paris          | Francia | 1948-1949 |
| Atlético de Madrid | España  | 1949-1953 |

### Como entrenador
| Club             | País   | Año       |
| ---------------- | ------ | --------- |
| AIK de Estocolmo | Suecia | 1956-1958 |
| AIK de Estocolmo | Suecia | 1965-1966 |

## Títulos

### Campeonatos nacionales
| Título                     | Club               | País   | Año     |
| -------------------------- | ------------------ | ------ | ------- |
| Primera División de España | Atlético de Madrid | España | 1949-50 |
| Primera División de España | Atlético de Madrid | España | 1950-51 |
| Copa Eva Duarte            | Atlético de Madrid | España | 1951    |

### Copas internacionales
| Título                      | Equipo (*)          | País   | Año  |
| --------------------------- | ------------------- | ------ | ---- |
| Medalla de oro Londres 1948 | Selección de Suecia | Suecia | 1948 |

(*) Incluyendo la selección